# 息速別命
息速別命（日语：／ Ikohayawakenomikoto/Okihayawakenomikoto，？—？）是日本古代記紀記載的皇子，父親是垂仁天皇。

## 名稱
息速別命 （/）是《日本三代實錄》和《新撰姓氏錄》的稱呼，在《古事記》稱為伊許婆夜和氣命、《日本書紀》和《先代舊事本紀》稱為池速別命 、《續日本紀》稱為息速別皇子，以及《續日本後紀》提到的「伊枳速日命（いきはやひのみこと）」則可能是同一人。

## 系譜
（名稱以《日本書紀》的稱呼為先，括號內的是《古事記》等的稱呼）
息速別命是第11代垂仁天皇與丹波道主王之女薊瓊入媛（あざみにいりひめ，阿邪美能伊理毘賣命）之子，同母妹為稚淺津姬命（わかあさつひめのみこと，阿邪美都比賣命）。
《先代舊事本紀》中的「天皇本紀」提到，息速別命還有同母弟五十速石別命（記紀沒有記載）和五十日足彥命（記紀記載為異母兄弟）。
一眾史書均沒有記載息速別命的妻子與子女的資料，但是《續日本紀》中提及其四世孫是須禰都斗王。

## 紀錄
《古事記》和《日本書紀》均沒有記載息速別命的事蹟。然而《新撰姓氏錄》則提及，息速別命在小時，其父垂仁天皇在伊賀國阿保村（現三重縣伊賀市阿保一帶）興建宮殿，並且將阿保村作為封邑賞賜給息速別命，具體位置按《三國地志》記載為阿部南部的字福森至字西之森的丘陵地帶。

## 墓葬
息速別命墓位於三重縣伊賀市阿保，由宮內廳管轄，官方外形為山形，考古學觀點則是一邊長約35米的方墳。
1876年，宮內省（現在的宮內廳）指定此古墳為官方墳墓，乃伊賀唯一的圓筒埴輪式古墳，約在古墳時代後期初（6世紀初期前後）建成。然而，有些意見認為這個墓可能是息速別命的後裔阿保氏的祖墳。另外，有些意見認為以息速別命為祭神的伊賀市大村神社境内的宮山古墳群才是息速別命的墓地。

## 後裔氏族
在《古事記》中，息速別命的後裔是沙本穴太部，《新撰姓氏錄》則是阿保朝臣。
- 沙本穴太部 （さほのあなほべ）
以大和國添上郡沙本（現奈良縣奈良市中央北面的佐保川（日语：佐保川）上流）為據點的豪族[5][6]。「穴太部」或「穴穗部」是安康天皇（又稱穴穗天皇）的御名代（日语：名代）的部，分佈於日本全國各地[5]。
- 阿保氏（日语：阿保氏）
姓是君，後來變為朝臣。統治伊賀國伊賀郡阿保村（現三重縣伊賀市阿保一帶）的豪族，也有說法認為其是伊賀國造（日语：伊賀国造）的一族[7]。
《新撰姓氏錄》[原 2]則稱息速別命在其封邑阿保興建宮殿，其子孫在允恭天皇時期獲賜姓阿保君，另一說法為在天平寶字8年（764年）賜姓為「阿保朝臣」。
《續日本紀》[原 6]則指「阿保君」姓是賜給息速別命的四世孫須禰都斗王。其後在雄略天皇任內，阿保君意保賀斯獲賜姓「健部君（建部氏）」，於延曆3年（784年）建部朝臣人上等才賜姓為「阿保朝臣」，健部君黑麻呂等則賜姓為「阿保公（日语：真人）」。
- 《續日本後紀》中[原 7]，伊枳速日命的苗裔是「時統氏」，伊枳速日命與息速別命為同一人的話，時統氏自然也是息速別命的後裔[8]。
- 按《日本三代實錄》記載，官務家（日语：官務）小槻氏（日语：小槻氏）自稱是息速別命的後裔[原 1]。小槻山今雄（日语：阿保今雄）和小槻山有緒等獲賜姓為阿保朝臣，後來這支阿保氏改姓小槻氏，其嫡流壬生家（日语：壬生家）在明治時代的《壬生家譜》中也顯示家祖為息速別命。然而，小槻氏本身是息速別命的異母兄弟祖別命的後裔，小槻氏為了獲賜朝臣姓，才冒認為息速別命的後裔[1]。

## 傳承
按栃木縣日光山開基的勝道上人的傳記《補陀洛山草創建立記》記載，息速別命乃垂仁天皇的第九皇子，他奉命在鈴鹿川上流向伊勢神宮奉齋，因緣際會下前往了東國，但是因病其中一邊的眼睛失明，因此而無法返回京都，便留在下毛野國（下野國）的室八島定居，後裔則是勝道上人出身的若田氏。栃木縣真岡市的鹿島神社的社傳也有相同的記載。
谷川健一認為古代日本的鍛冶神大多是單眼，而且息速別命的異母兄弟譽津別命和五十瓊敷入彥命等與鍛冶也有相當的關連，息速別命的父親垂仁天皇本身也有關於鍛冶的傳承，加上日光山的祭祀與鍛冶亦有很密切的關係以及與小野氏的關連等因素，可以推測息速別命或其後裔與鍛冶有關連。

### 註解
1. ↑  記載了勝道上人事蹟的文獻，由其弟子仁朝、道珍、教旻和尊鎮所寫。天明末年，該傳記收錄於日光山輪王寺的古文書紀錄《晃山拾葉》中，後來翻印於《神道大系 神社編31（日光・二荒山）》。補陀洛山是指二荒山（即日光山）
2. ↑  弘仁9年（818年），勝道上人死後一星期，其弟子仁朝、道珍、教旻和道欽撰寫，收錄於《續群書類從（日语：続群書類従）》的《補陀洛山建立修行日記》以「卷向尊」（卷向是垂仁天皇宮殿的傳承地。現奈良縣櫻井市一帶）為名截記載了同樣的事蹟，但是與《草創建立記》同樣被質疑成書時期應該為鎌倉時代（景山春樹による解題、『群書解題』第18巻上、続群書類従完成会、昭和37年）。

### 史料
1. 1 2  『日本三代実録』貞観17年12月27日条。
2. 1 2 3 4  『新撰姓氏録』右京皇別 阿保朝臣条（『群書類従 第十六輯』 （页面存档备份，存于）（経済雑誌社、1898年-1902年2版、近代デジタルライブラリーより）77コマ参照）。
3. 1 2  『古事記』垂仁天皇記。
4. ↑  『日本書紀』垂仁天皇紀。
5. 1 2  『先代旧事本紀』「天皇本紀」垂仁天皇条（『国史大系 第7巻』 （页面存档备份，存于）（経済雑誌社、1897年-1901年、近代デジタルライブラリーより）183コマ参照）。
6. 1 2 3  『続日本紀』延暦3年11月21日条。
7. 1 2  『続日本後紀』承和2年2月27日条。

1. 1 2  『日本古代氏族人名辞典』阿保氏項。
2. 1 2 3  「池速別命」 （页面存档备份，存于）『デジタル版 日本人名大辞典+Plus』（朝日新聞社コトバンクより）。
3. ↑  宮内省諸陵寮編『陵墓要覧』（1934年、近代デジタルライブラリーより）9コマ。
4. 1 2  森川桜男「大村神社」（『日本の神々 -神社と聖地- 6 伊勢・志摩・伊賀・紀伊』《新装復刊》、白水社、2000年所収）。
5. 1 2  『日本古代氏族人名辞典』孔王部氏項。
6. ↑  西鄉信綱『古事記註釈』第5巻、ちくま学芸文庫、2005年。
7. ↑  『国造制の研究 -史料編・論考編-』（八木書店、2013年）p. 164。
8. ↑  佐伯『新撰姓氏録の研究』。
9. ↑  柳田「目一つ五郎考」所引『下野神社沿革誌』巻6。
10. ↑  『青銅の神の足跡』第2部第1章「垂仁帝の皇子たち」。